# Valérie Nataf
 (juin 2017).
Si vous disposez d'ouvrages ou d'articles de référence ou si vous connaissez des sites web de qualité traitant du thème abordé ici, merci de compléter l'article en donnant les références utiles à sa vérifiabilité et en les liant à la section « Notes et références ».
Pour les articles homonymes, voir Nataf et Valérie Nataf.
Valérie Nataf, née le 19 octobre 1959 à Clichy, est une journaliste française.

## Biographie
Après des études d'anglais et de théâtre à Paris-X Nanterre et à Paris-III la Sorbonne Nouvelle, titulaire d'un DEA de littérature anglo-américaine et d'un DESS de correspondant de presse en pays anglo-saxon, Valérie Nataf a étudié le journalisme au CFJ de Paris, promo 1984. Elle a d'abord pigé pour FR3, Le Nouvel Observateur, La Croix, RFO, etc. Elle a étudié à l'École Massillon à Paris.
Elle a intégré TF1 au service politique en 1987. Elle a été correspondante à Londres de 1993 à 1997, puis à Washington de 1997 à 1999. De retour à Paris, elle a couvert actualité nationale et internationale jusqu'en 2002. Ensuite, pendant 4 ans, elle est devenue rédacteur en chef adjoint des éditions. Elle est revenue au terrain pour l'élection présidentielle de 2007 au service politique.

## Hommage
L'astéroïde (13325) Valérienataf a été nommé en son honneur.